# Cantó de Pont-à-Mousson
El cantó de Pont-à-Mousson és un cantó francès del departament de Meurthe i Mosel·la, situat al districte de Nancy. Té 17 municipis i el cap és Pont-à-Mousson.

## Municipis
- Atton
- Autreville-sur-Moselle
- Belleville
- Bezaumont
- Bouxières-sous-Froidmont
- Champey-sur-Moselle
- Landremont
- Lesménils
- Loisy
- Millery
- Morville-sur-Seille
- Mousson
- Pont-à-Mousson
- Port-sur-Seille
- Sainte-Geneviève
- Ville-au-Val
- Vittonville

## Història
| Data d'elecció                           | Identitat         | Partit                     | Qualitat |
| ---------------------------------------- | ----------------- | -------------------------- | -------- |
| 1945-1967                                | M. Gouvy          | RI                         |          |
| 1967-1976                                | Jules Jeanclaude  | radical                    |          |
| 1976-1982                                | Yvon Tondon       | PS                         |          |
| 1982-1985                                | Michel Bertelle   | PCF                        |          |
| 1985-1992                                | Bernard Guy       | CNI                        |          |
| 1992-1998                                | Robert Portelance | Divers droite              |          |
| 1998-2004                                | Henry Lemoine     | Divers droite, després UMP |          |
| 2004-                                    | Noël Guérard      | PS                         |          |
| les dades anteriors no són pas conegudes |                   |                            |          |
|                                          |                   |                            |          |

## Demografia
| A partir de 1990: Població sense dobles comptes |